# Elvira, władczyni ciemności

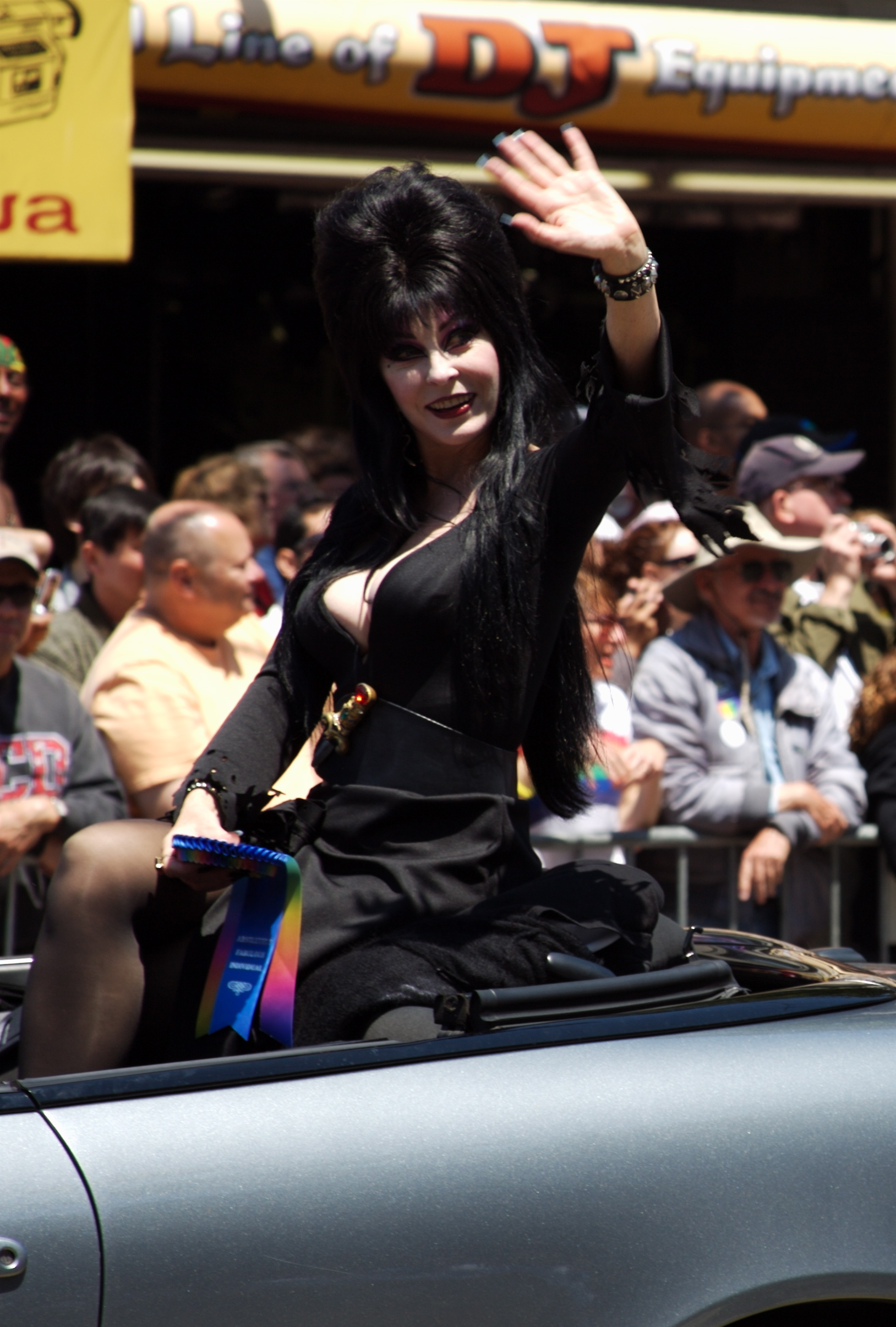
Cassandra Peterson w stroju Elviry.

Elvira, władczyni ciemności (tytuł oryg. Elvira, Mistress of the Dark) − amerykański film fabularny z 1988 roku, hybryda horroru i komedii. Jest to spin-off programu telewizyjnego Elvira’s Movie Macabre, w którym odtwórczyni głównej roli Cassandra Peterson występowała jako Elvira, gospodyni audycji poświęconej kinu grozy. Projekt wyreżyserował James Signorelli. W roku 2001 powstała kontynuacja filmu, Elvira’s Haunted Hills.

## Fabuła
Elvira jest ekscentryczną prezenterką telewizyjną, prowadzącą program nadający niskobudżetowe horrory. Pewnego dnia kobieta dowiaduje się, że odziedziczyła zabytkowy dom po zmarłej ciotce. Przeprowadza się do prowincjonalnego miasteczka, gdzie owa posiadłość się znajduje. Jej wizyta wywołuje zamęt wśród lokalnej, konserwatywnej społeczności.

## Obsada
- Cassandra Peterson (w czołówce uwzględniona jako Elvira) − Elvira/ciotka Morgana Talbot
- W. Morgan Sheppard − wuj Vincent Talbot
- Daniel Greene − Bob Redding
- Susan Kellerman − Patty
- Edie McClurg − Chastity Pariah
- Kurt Fuller − pan Glotter
- Jeff Conaway − Travis
- William Duell − Lesley Meeker
- Pat Crawford Brown − pani Meeker
- Ellen Dunning − Robin Meeker
- Ira Heiden − Bo
- Tress MacNeille − prezenterka telewizyjna/głos Morgany Talbot
- Robert Benedetti − Calvin Cobb
- Deryl Carroll − Charlie

## Nagrody i wyróżnienia
- 1990, Academy of Science Fiction, Fantasy & Horror Films, USA:
  - nominacja do nagrody Saturna w kategorii najlepsza aktorka (wyróżniona: Cassandra Peterson)[1]
- 1990, Fantasporto Film Festival:
  - nominacja do nagrody International Fantasy Film w kategorii najlepszy film (James Signorelli)[1]
- 1989, Razzie Awards:
  - nominacja do nagrody Złotej Maliny w kategorii najgorsza aktorka (Cassandra Peterson)[1]